# 1 Night in Paris
1 Night in Paris (traducció: Una nit a París) és una pel·lícula pornogràfica de 2004 que ensenya els jocs de Paris Hilton i del seu company de llavors, Rick Salomon. La pel·lícula, difosa a internet pel mateix Salomon poc abans del començament de la sèrie de televisió de Hilton The Simple Life, va fer sensació. París Hilton va demandar Salomon. El juliol de 2005, guanyà la causa i obtingué 400.000 dòlars i un percentatge dels beneficis, dels quals en donà una part a associacions benèfiques. El vídeo original, així com la seva versió DVD, circulen per Internet. El vídeo rep els premi AVN de «Best Selling Title of the Year» (títol més venedor de l'any»), «Best Renting Title of the Year» («títol més lloat de l'any») i «Best Overall Marketing Campaign - Individual Project» («millor campanya promocional - projecte individual»).

## Argument
Vídeo pornogràfic sobre la vida privada de Paris Hilton i Rick Salomon.

## Vídeo
El vídeo va ser llançat per Salomon poc després que Hilton comencés la sèrie The Simple Life causant una sensació en els mitjans de comunicació. Quan Hilton va parlar als mitjans va dir que estava "fora de si", no sabia el que estava fent durant l'enregistrament del vídeo i no aprovava la seva difusió pública, va ser demandada per Salomon per difamació. Més tard Hilton, va demandar Salomon pel llançament de la cinta. D'acord amb els informes, Hilton va rebre fins a 400.000 dòlars i va planejar donar un percentatge a caridad.
En una entrevista el 2006 amb l'edició britànica de la revista GQ, Hilton va dir: "Mai no vaig rebre un centau del vídeo. Són simplement diners bruts i (Salomon) hauria de donar-ho tot a alguna caritat per les víctimes d'abús sexual o per l'estil. Per ser honesta, ja no hi penso més."
El vídeo original, i les còpies del DVD, encara estan circulant per Internet i pot ser vist legalment en diversos llocs. El vídeo va rebre un Premi AVN el 2005 pel "Millor títol venut de l'Any", "Millor títol rendible de l'Any", i "Millor Campanya de Marqueting - Projecte Individual. "
El DVD titulat 1 Night in Paris  és distribuït per Red Light District, una companyia que produeix i distribueix vídeos pornográfics d'alta gamma.
És un dels vídeo sexuals de celebritats més explícits, mostrant una penetració vaginal cunnilingus i fel·lació. El vídeo també mostra Hilton interrompent el sexe per respondre el seu telèfon mòbil, la qual cosa va portar a una sèrie de paròdies.
El vídeo ha estat comprat per Vivid, promocionat i venut exclusivament per ells en el seu portal.

## Al voltant de la pel·lícula
1 Night in Paris és distribuïda per Red Light District Video, una companyia que produeix i distribueix vídeos pornogràfics. Aquesta companyia té bones relacions amb Rick Salomon que roda regularment presentacions dels seus productes.

## Premis
- 2008: F.A.M.E. Awards (Favorite Celebrity Sex Tape)
- 2005: Premis AVN
  - Best Overall Marketing Campaign - Individual Project
  - Best Renting Title of the Year
  - Best Selling Title of the Year